# Thumatha inouei
Thumatha inouei là một loài bướm đêm thuộc phân họ Arctiinae, họ Erebidae.